# Gonioctena fornicata
Gonioctena fornicata es una especie de insecto coleóptero de la familia Chrysomelidae.
Fue descrita científicamente en 1873 por Brüggemann.